# محمد الأثير

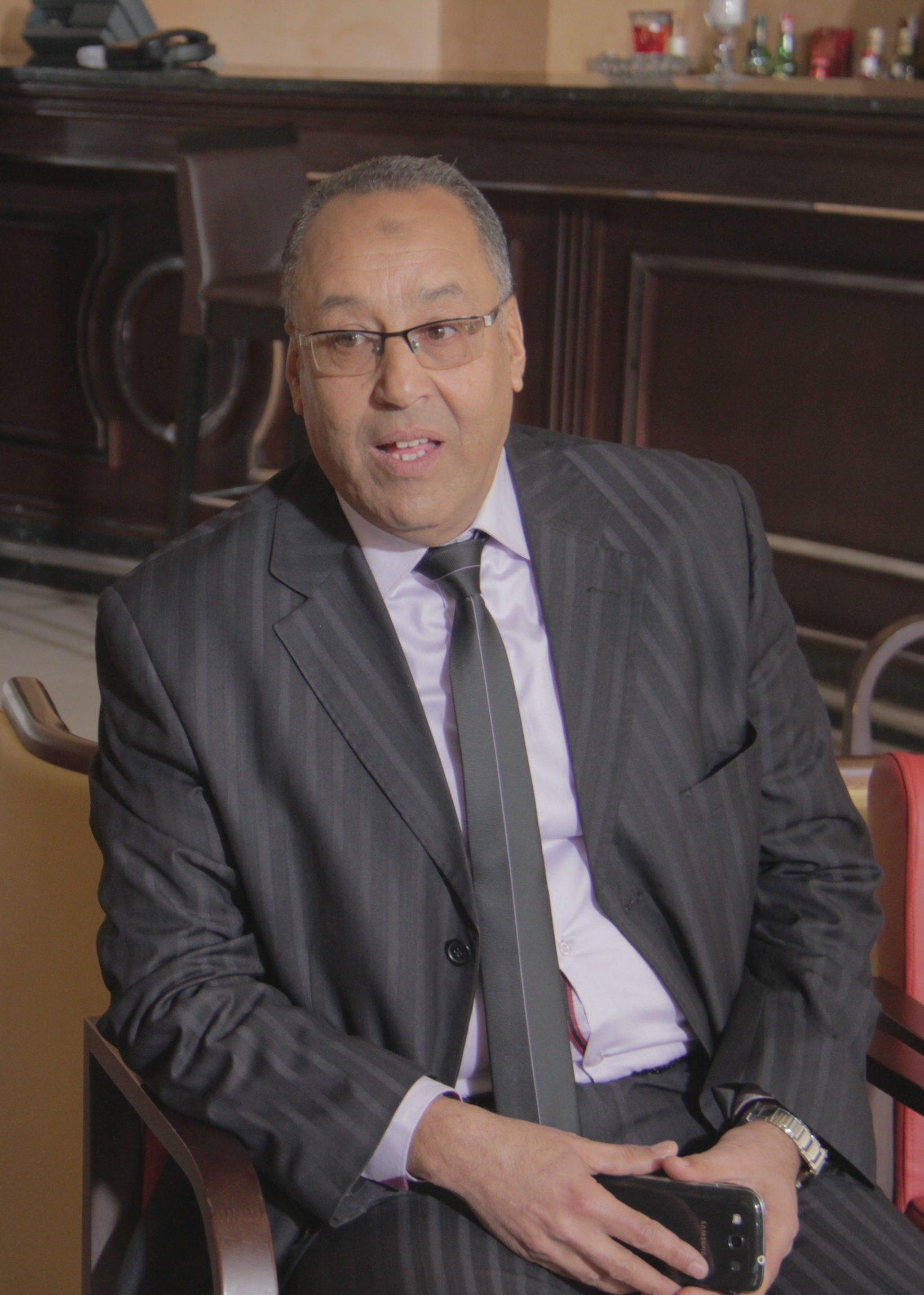
صورة لمحمد الأثير من فيلم سطاجيير

محمد الأثير (مواليد 16 سبتمبر 1953)، ممثل مغربي، اشتهر بأداء الأدوار الكوميدية في عدد من الأفلام والمسلسلات المغربية.

## عن حياته
ولد في مدينة سلا في المغرب، تخرج من كلية الأدب و العلوم الإنسانية، بدأ حياته الفنية على مسرح الهواة ومنها إلى عمل السينما وكانت بدايته عام 1974 بأدوار صغيرة ولكن بدأت شهرته في منتصف تسعينات القرن العشرين وذلك من خلال أدواره الكوميدية والدرامية.

## حياته الفنية
- 1978: خضع للتكوين بمسرح محمد الخامس تحت اشراف مجموعة من الأساتذة:

-المخرج فرنسي Vincent Lafforgue
-القباج
- أحمد الطيب العلج
المسرحي العراقي: أمين العراقي وغيرهم
- 1980 - 1990: أنجز مجموعة من التداريب تحت اشراف وزارة الشبيبة والرياضة وبتأطير مجموعة من المغاربة والأجانب. البداية كانت بمسرح الهواة سنة 1974 إلى سنة 1990 خلال هذه المرحلة حصل على:
- 3 جوائز كأحسن ممثل في المهرجانات الوطنية
- جائزة تقديرية بمهرجان قرية بتونس

بدأت شهرته في مرحلة تسعينات القرن العشرين من خلال مسلسلات وأفلام أدى فيها دور البطولة مثل ذئاب في دائرة مع، ووبعد، وعود الريح، محاكمة امرأة.

## جوائز
- جائزة أحسن دور رجالي عن فيلم الرقاص في الدورة الأولى لمھرجان الفیلم التلفزیوني بمكناس..[2]

## أعماله

### المسرحيات
- شوف فيا نشوف فيك
- كلها يلغي بلغاه
- سعدي براجلي
- الله يطعمنا حلال
- الديبلوم و الدربوكة
- الدربوكة الترانجي
- هاك ورا
- الصراحة راحة
- المليونير
- اسطار أكاذيبي
- القوق فالصندوق
- النشبة
- عفاك خدامة
- رياض العشاق
- دجاجة بكامونها
- البيضة فالطاس
- بنت النگافة بايرة
- السلامة والستر مولانا
- الله يدينا فالضو
- رحمة
- سعد البنات
- سير الضيم
- الحبل
- المكتوب
- فالسبيطار
- حفيد مبروك
- آش داني
- بورتري

### المسلسلات
- أوراق على الرصيف
- الوصية
- ذئاب في دائرة (مسلسل)
- حب المزاح
- موعد مع المجهول (مسلسل)
- مداولة
- رمانة وبرطال (حلقة بونعالة)

### السلسلات الكوميدية
- عائلة السي مربوح الجزء الأول
- عائلة السي مربوح الجزء الثاني
- قناة الحريرة
- سير حتى تجي
- راديو واك واك
- فركوس و فركوسة
- طالع هابط
- تبدال المنازل (مع سعيد الناصري)
- سلسلة قهوة نص نص

### الأفلام
- الزوجة والمفتاح
- أحلام مؤجلة
- الحلم الصغير
- أرخامة
- المطمورة
- الرقاص
- بيت من زجاج
- مساومة
- محاكمة امرأة (فيلم)
- وبعد (فيلم)
- عود الريح
- سطاجير
- الرشوة
- لبنى وعمي لخضر

## روابط خارجية
- محمد الأثير على موقع قاعدة بيانات الأفلام العربية
- محمد الأثير على موقع قاعدة بيانات الفيلم (الإنجليزية)